# Проліски осінні

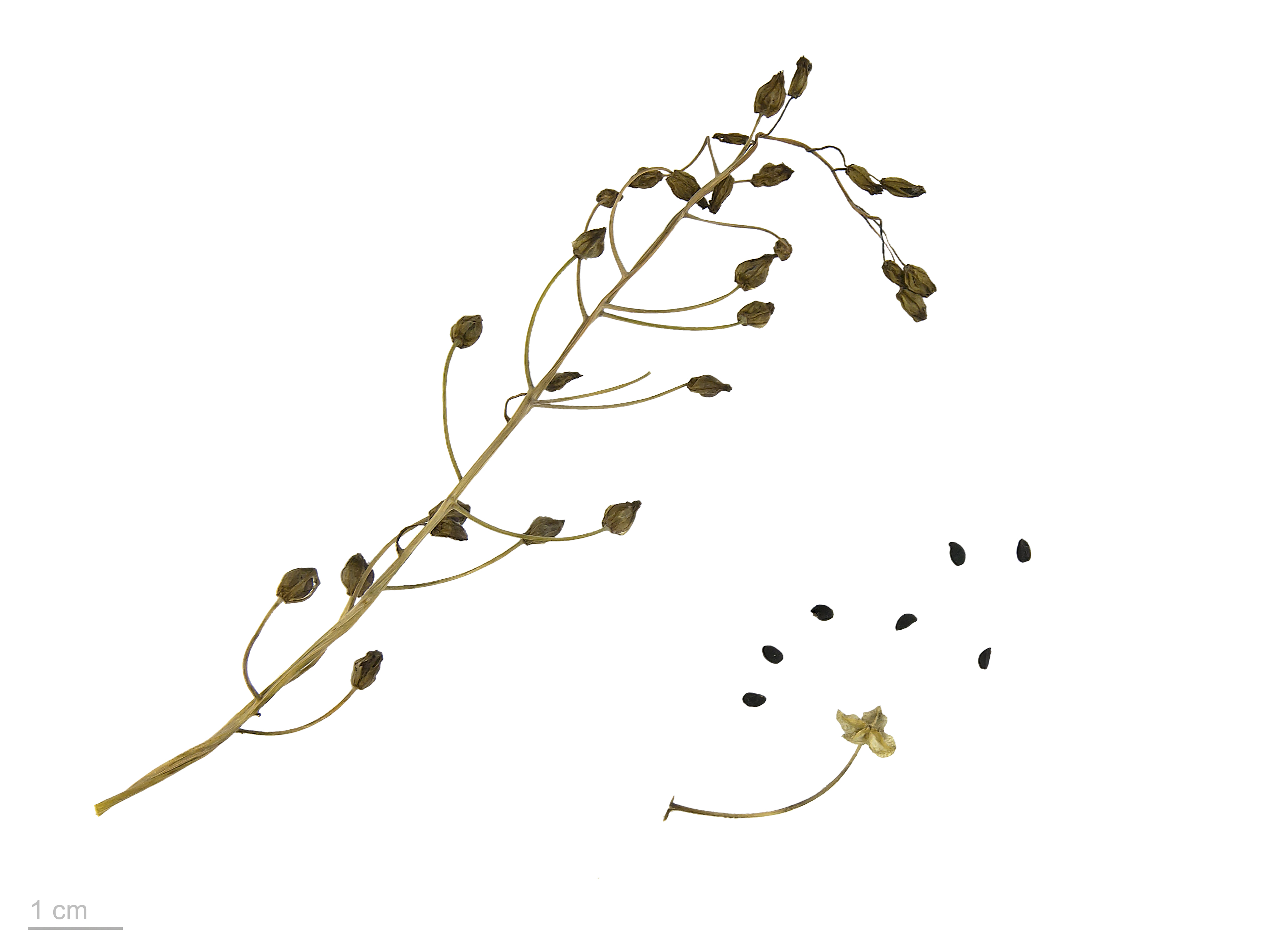
Prospero autumnale - Тулузький музей

Проліски осінні, або проліска осіння (Scilla autumnalis L.), – вид рослин родини холодкові (Asparagaceae).

## Опис
Це зелена багаторічна трав'яниста рослина, яка досягає висоти від 10 до 15 (рідко 40) сантиметрів. Бульби (1,5)2–3 х 1,5–2,5 см, яйцеподібні або кулясті. Від 5 до 12 листків, як правило, від 6 до 9 (від 2 до 18) сантиметрів завдовжки й від 0,1 до 0,2 см у ширину, тупі. Листки вузьколінійні, жолобчасті, розвиваються після цвітіння. Квітучі стебла розвиваються в кінці літа або восени. Суцвіття несуть від 6 до 25 квіток і піднімається поруч з розеткою. Приквітки відсутні. Пелюстки 4–5 х (1,2)1,5–2 мм, довгасті вузько еліптичні, гострі, синьо-фіолетовий, фіолетовий або білі.

## Поширення
Північна Африка: Алжир; Марокко. Західна Азія: Іран; Ірак; Сирія; Туреччина. Кавказ: Азербайджан; Грузія; Росія — Передкавказзя. Європа: Велика Британія; Угорщина; Україна; Албанія; Болгарія; Колишня Югославія; Греція; Італія; Румунія; Франція; Португалія; Іспанія. Також культивується. Цей вид можна знайти на сухих, кам'янистих пагорбах, серед кущів і на трав'янистих схилах.
В Україні зростає в степах, на трав'янистих і кам'янистих схилах — у приморському Степу, зрідка; в пд. Криму, досить звичайний.

## Галерея

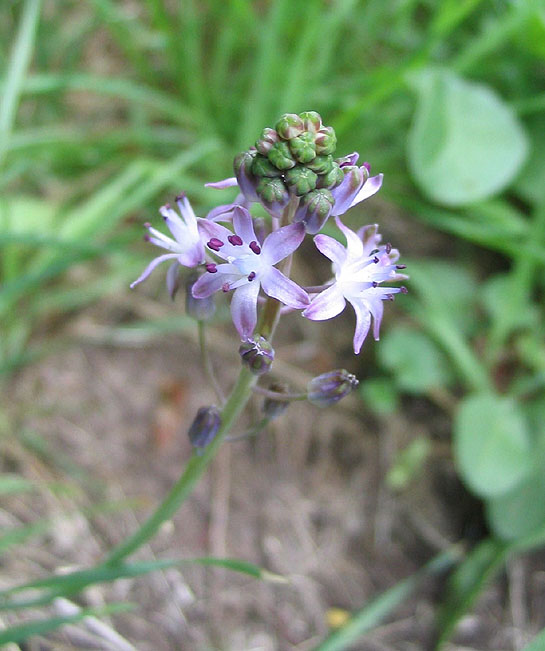
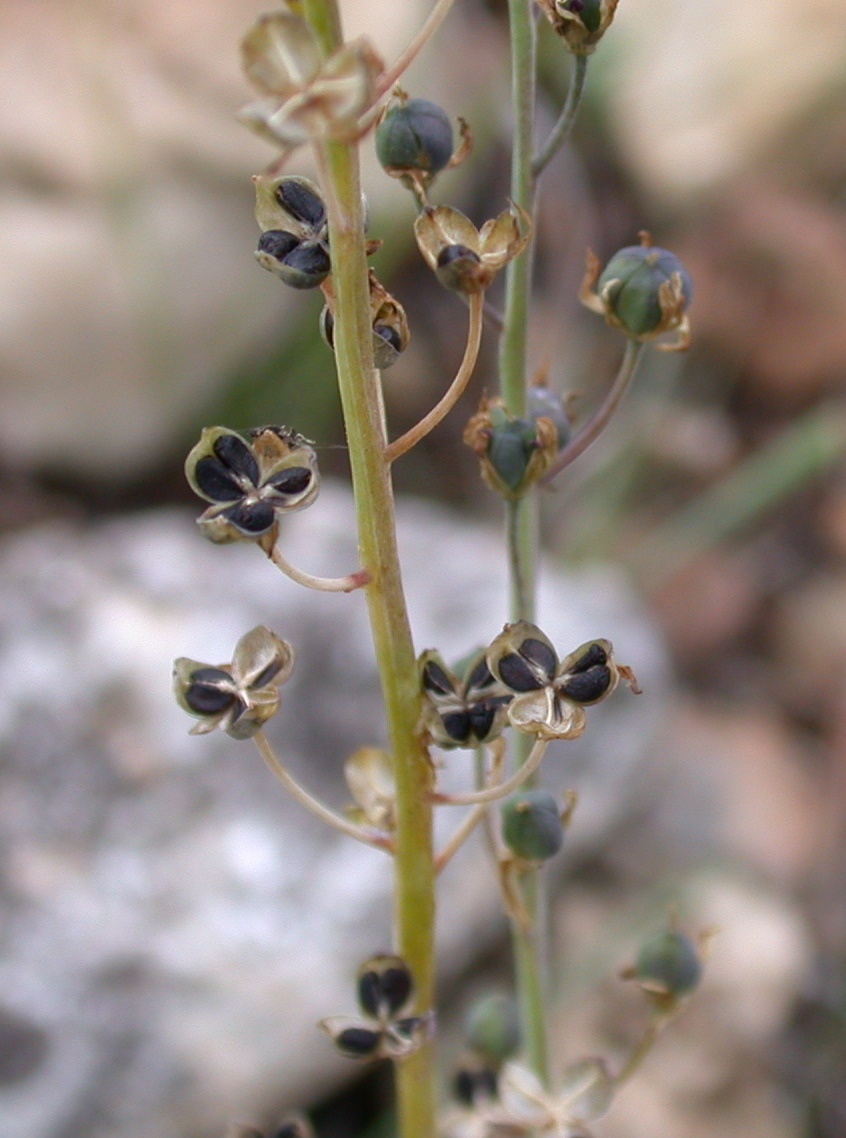
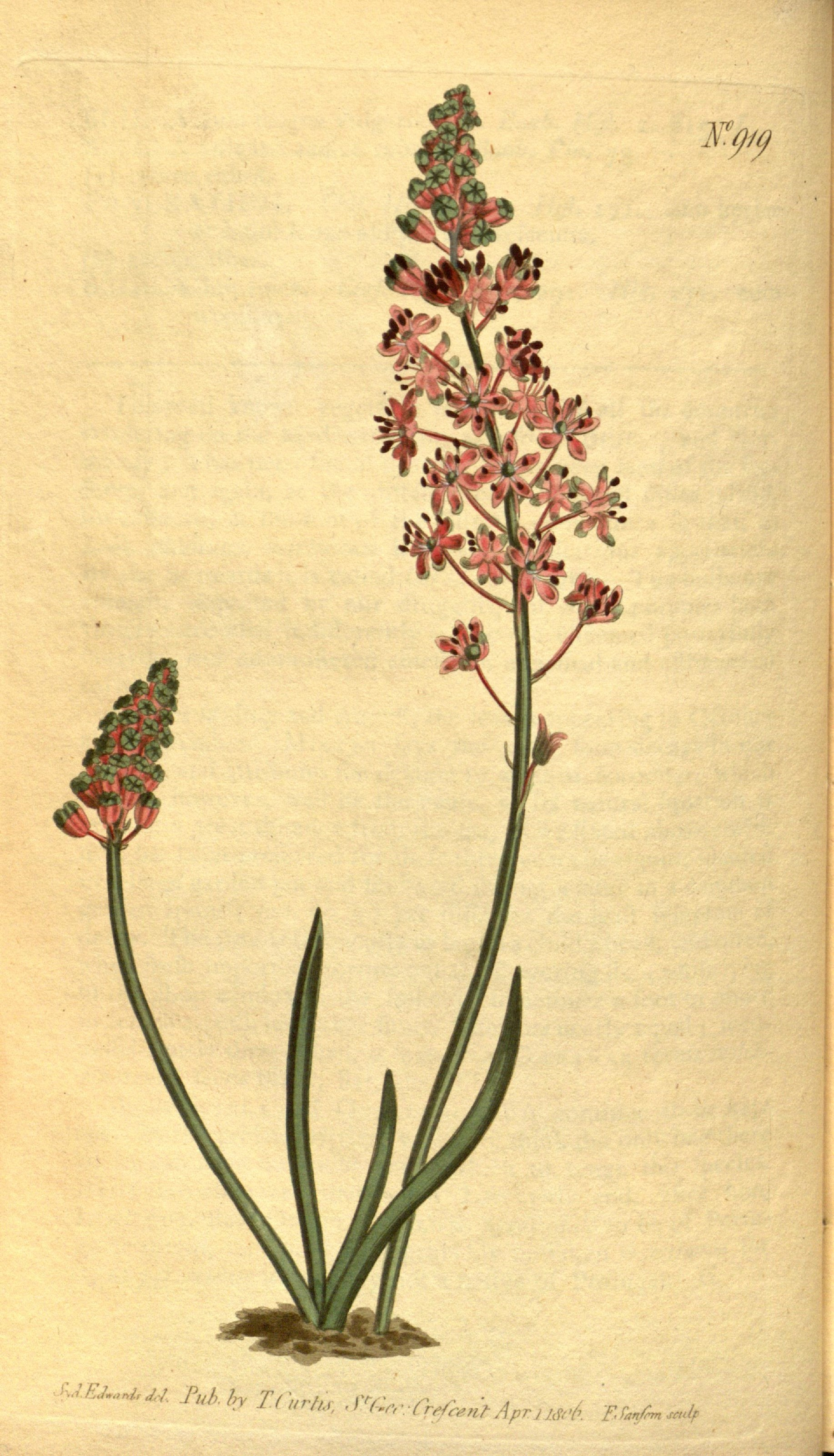